# Fábio Sousa
 Fábio Fernandes de Sousa (Goiânia, 11 de setembro de 1982) é um político brasileiro, anteriormente filiado ao Partido da Social Democracia Brasileira (PSDB), atualmente está no Partido Liberal (PL). Foi deputado Federal pelo Estado de Goiás (2015-2019), deputado estadual por dois mandatos (2007–2014) e vereador por Goiânia (2005–2006).

## Biografia
Fábio é filho de César Augusto e Rúbia Sousa, fundadores da Igreja Apostólica Fonte da Vida, com sede em Goiânia, e atua como bispo da denominação. Fundou e liderou o ministério jovem Atitude. Formou-se em Gestão Pública na ULBRA (2010–2012) e em Teologia pela Faculdade Kurius (2011-2012). Cursou também Publicidade e Propaganda, mas não concluiu. Formado em História,  jornalista registrado, apresenta programas de TV e rádio na Fonte TV e Fonte FM. É autor de vários livros religiosos e compositor de músicas gospel.
Foi eleito para a Câmara Municipal de Goiânia, como o mais bem votado do pleito. Eleito deputado estadual de Goiás em 2006 com mais de 28 mil votos, e em 2010, foi reeleito com quase 38 mil. Na Assembleia Legislativa, exerceu a presidência da Comissão de Constituição e Justiça e a primeira vice-presidência. Idealizou e presidiu também a CPI de combate à pedofilia e a exploração sexual infantil. Foi relator da Adequação Constitucional, que deu um novo texto a Constituição do Estado. Em 2011, então primeiro-vice-presidente da ALEGO, foi o mais jovem presidente do Legislativo goiano. Também foi líder do governo na Casa. Em 2014, foi eleito deputado federal com mais de 80 mil votos .
Votou a favor do Processo de impeachment de Dilma Rousseff. Posteriormente, foi favorável à PEC do Teto dos Gastos Públicos. Em abril de 2017 votou a favor da Reforma Trabalhista.  Em agosto de 2017 votou a favor do processo em que se pedia abertura de investigação do então Presidente Michel Temer. Nas eleições de 2018, recebeu 67.130 votos totalizados, mas não foi reeleito.
Fábio Sousa recebeu a medalha de Ordem do Mérito Tiradentes, concedido pela Polícia Militar de Goiás; a Medalha Pedro Ludovico Teixeira, a maior honraria concedida pela Câmara Municipal de Goiânia; e a Ordem do Mérito Anhanguera, maior comenda concedida pelo Governo do Estado de Goiás. Também recebeu título de cidadão honorário de vários municípios de Goiás.